# Eerste postzegelemissie Nederland

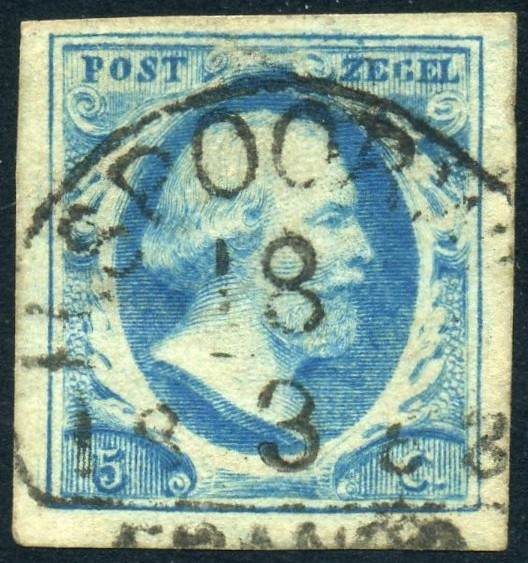
De 5 ct. van 1852 met afbeelding van koning Willem III.

Op 27 december 1851 verschenen de eerste postzegels van Nederland, ongetand, met de beeldenaar van koning Willem III en profil in de waarden 5, 10 en 15 cent. Deze postzegels waren geldig vanaf 1 januari 1852. Dit is de eerste emissie Nederland, of kortweg eerste emissie als de Nederlandse context duidelijk is.
Ontwerp en staalgravure werden vervaardigd door J.W. Kaiser. De drukplaten werden gemaakt door de Belgische graveur Jacob Wiener, die al eerder de drukplaten van de eerste Belgische postzegel (1849) had vervaardigd. Voor de zegel van 15 cent is slechts één drukplaat gebruikt. Voor de twee andere waarden zijn wegens slijtage verschillende nieuwe drukplaten gemaakt. Voorts was er van de 10 cent een oefenplaat (plaat IA).
In de periode van eind 1851 tot eind 1863 zijn in totaal 403.028 vellen van 100 postzegels gedrukt. In een vel zijn de zegels gegroepeerd in blokken van 25 stuks, met tussen deze blokken een papierbrug. Zodoende bestaan er brugparen met een witte strook van 1 cm tussen de zegels (horizontaal of verticaal). Paren, blokken en brugparen zijn zeldzaam, omdat de ongetande zegels vooraf door de loketbeambte van het vel werden geknipt.
De zegels zijn gedrukt op handgeschept wit papier met watermerk posthoorn. Elke postzegel heeft dit watermerk, dat diende als waarborg tegen vervalsing.
De verkoop van postzegels was een uitvloeisel van de Postwet 1850. In 1864 verscheen de tweede emissie aan het loket. In de loop van dat jaar werden de restanten van de eerste emissie uitverkocht. De frankeergeldigheid eindigde op 31 oktober 1879.
P.W. Waller was een van de belangrijkste verzamelaars van de eerste emissie. De naam van A.J. Warren, een Engels filatelist, is verbonden aan de plaatreconstructies van de eerste emissie. Beide verzamelingen zijn opgenomen in de collectie van het Nationaal Archief, dat wereldwijd de belangrijkste collectie bezit van de eerste emissie Nederland.

## Moesman-herdrukken
De Utrechtse drukker en postzegelverzamelaar Joh. A. Moesman (1859-1937) heeft in 1895 van de oorspronkelijke (versleten) drukplaat IV van de 10 cent herdrukken vervaardigd in verschillende kleuren op papier zónder watermerk. Bovendien zijn de herdrukken vager dan het origineel en enigszins vlekkerig. De herdrukken zijn dus gemakkelijk te herkennen. Moesman verkocht zijn producten voor 75 cent per stuk.
Van plaat IV waren in de periode oktober 1855 tot december 1856 21.000 vellen postzegels gedrukt. Een aantal versleten drukplaten was achtergebleven in het magazijn van de voormalige postzegeldrukkerij van 's Rijks Munt en in 1894 aan een smid verkocht om van het geharde staal gereedschap (beitels) te maken. In strijd met de verkoopvoorwaarden heeft deze de plaat IV van de 10 cent aan Moesman doorverkocht.
De herdrukken van Moesman zijn niet uitgegeven door de PTT en zijn dus geen postzegels. Toch zijn enkele exemplaren in januari 1896 door Moesman voor frankering gebruikt, en werden deze brieven op het postkantoor van Utrecht afgestempeld.